# Lotte von Schaukal
Lotte von Schaukal (auch: Charlotte Schaukal, Lotte Schaukal, * 12. Oktober 1908 in Wien; † 1993) war eine österreichische Übersetzerin und Herausgeberin.

## Leben
Lotte von Schaukal war die Tochter des Schriftstellers Richard von Schaukal. 1930 promovierte sie an der Universität Wien mit einer altphilologischen Arbeit zum Doktor der Philosophie. Sie lebte in Wien, später im steirischen St. Johann ob Hohenburg, verwaltete den Nachlass ihres Vaters und gab in den Sechzigerjahren seine Werke heraus. Daneben übersetzte sie Belletristik und Sachbücher aus dem Englischen, Französischen und Niederländischen ins Deutsche. Sie wurde am Grinzinger Friedhof bestattet.

## Werke
- De compositione Sophocleae Electrae, Wien 1930 (unter dem Namen Charlotte Schaukal)

## Herausgeberschaft
- Richard von Schaukal: Vom unsichtbaren Königreich, Wien [u. a.] 1960
- Richard von Schaukal: Wie ganz bin ich dein eigen, Freiburg i. Br. [u. a.] 1960
- Richard von Schaukal: Eros Thanatos, Wien [u. a.] 1961
- Richard von Schaukal: Kindheit und Jugend, München [u. a.] 1965
- Richard von Schaukal: Um die Jahrhundertwende, München 1965
- Richard von Schaukal: Über Dichter, München 1966
- Richard von Schaukal: Gedichte, München 1967

## Übersetzungen
- Pedro Arrupe: Mein Weg und mein Glaube, Ostfildern 1983
- Elisabeth Barbier: Ludivine von Mogador, Würzburg [u. a.] 1963
- Elisabeth Barbier: Verzaubert, Wien [u. a.] 1952
- Joseph Basile: Der neue Führungsstil, Wien [u. a.] 1967
- Max Bergerre: Ich erlebte vier Päpste, Freiburg im Breisgau [u. a.] 1979
- Paul Biegel: Das Schlüsselkraut, Freiburg i. Br. [u. a.] 1967
- Hendrik J. Brouwer: Neue Wege in der Altenpastoral, Wien [u. a.] 1971
- Jérôme Carcopino: Das Alltagsleben im alten Rom zur Blütezeit des Kaisertums, Wiesbaden 1950
- Olivier Clément: Das Meer in der Muschel, Freiburg im Breisgau [u. a.] 1977
- Anton van Duinkerken: Bernhard von Clairvaux, Freiburg [u. a.] 1966
- Lucien Farago: Mademoiselle Marguerite, Freiburg (im Breisgau) [u. a.] 1974
- Han Fortmann: Vom bleibenden Sinn christlicher Feste, Wien [u. a.] 1969
- André Frossard: Es gibt eine andere Welt, Freiburg im Breisgau [u. a.] 1980
- André Frossard: Gott existiert, Freiburg i.Br. [u. a.] 1970
- Antoine Giacometti: Der verdorrte Feigenbaum, Wien [u. a.]1957
- Elizabeth Goudge: Drei Weihnachtserzählungen, Freiburg i. Br. [u. a.] 1963
- Elizabeth Goudge: Das Erbe der Miss Lindsay, Freiburg i. Br. [u. a.] 1964
- Elizabeth Goudge: Das Mädchen vom Meer, Freiburg i.Br. [u. a.] 1971
- Elizabeth Goudge: Das Testament des Mr. Adam, Freiburg i. Br. [u. a.] 1962
- Jan de Hartog: Gottes Trabanten, Wien [u. a.]
  - 1. Der Kapitän, 1952
  - 2. Der Arzt, 1956
- Victoria Holt: Königliche Rivalin, Freiburg im Breisgau [u. a.] 1976
- Jacques Leclercq: P. Vincent Lebbe, Freiburg i. Br. [u. a.] 1965
- Paul-André Lesort: Das blaue Tagebuch oder Das Leben des Guillaume Périer, Freiburg i.Br. [u. a.] 1968
- André Miquel: Warum mußt du gehen?, Leipzig 1976
- Carel F. van Parreren: Erfolgreich studieren, Wien [u. a.] 1969
- H. F. M. Prescott: Felix Fabris Reise nach Jerusalem, Freiburg [u. a.] 1960
- Michel de Saint Pierre: Der Pfarrer von Ars, Freiburg (Breisgau) [u. a.] 1975
- Flora Sandstroem: Das Mädchen Annikki, Freiburg i. Br. [u. a.] 1964
- Aloysius Schwartz: Armenpfarrer in Korea, Freiburg i.Br. [u. a.] 1967